# Antoine-Nicolas le Sage de Fontenay
Pour les articles homonymes, voir Fontenay.
Antoine-Nicolas le Sage de Fontenay, en danois Anthon Nicolaj le Sage de Fontenay, né et mort à Copenhague (3 janvier 1725 - 19 janvier 1787), est un contre-amiral danois du XVIIIe siècle.

## Biographie

### Famille
Il appartient à une famille de marins danois d'origine française et protestante du Morvan. Son père est l'amiral Gaspard Frédéric le Sage de Fontenay. Son frère est l'amiral Charles Frédéric le Sage de Fontenay. Son oncle est le chef d'escadre Benjamin le Sage de Fontenay. Le 2 mai 1758, il épouse Suzanna Marie van Hemert (1783-1819) qui est la fille du conseiller d'état Joost van Hemert (da).

### Carrière
En 1730, à cinq ans il est inscrit comme cadet volontaire dans la marine royale danoise. Dès lors, à partir du grade de second lieutenant en 1741; il ira jusqu'à contre-amiral en 1770.

## Décoration
Grand-croix de l'ordre du Dannebrog (1782).

## Représentation
Un buste en plâtre de lui, réalisé par Luigi di Giuseppe Grossi, se trouve au musée national d'histoire du château de Frederiksborg.

## Sources
- (da) Cet article est partiellement ou en totalité issu de l’article de Wikipédia en danois intitulé « Anthon Nicolaj le Sage de Fontenay » (voir la liste des auteurs).
- Vicomte Charles de Fontenay: Notes sur trois amiraux danois originaires de Couches-les-Mines.Mémoires de la Société Éduenne. Dejussieu, Autun 1888, pages 228 à 232.